# Reconquista

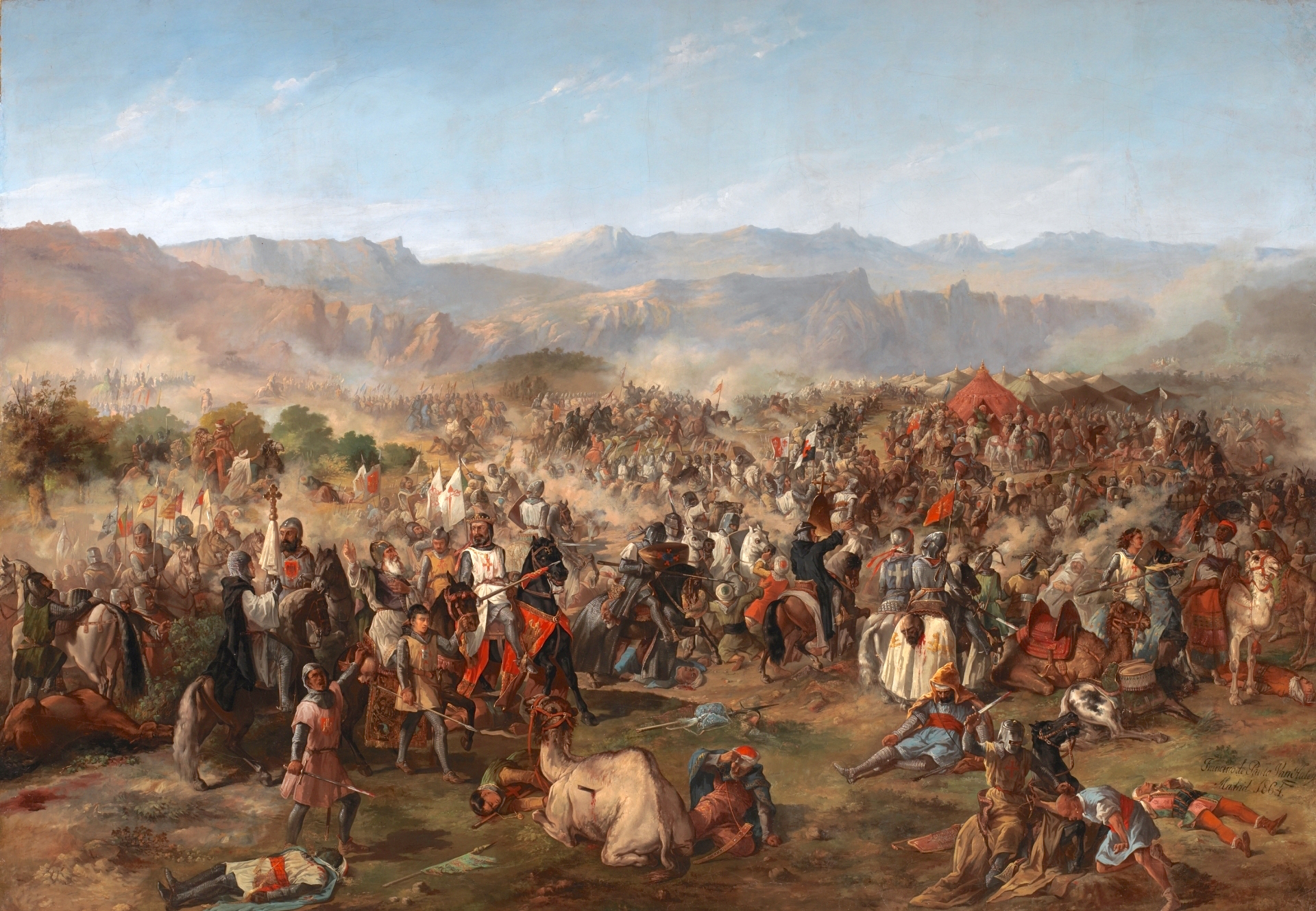
Slaget vid Las Navas de Tolosa.

Reconquista (spanska och portugisiska för "återerövringen") är den del av Iberiska halvöns historia som varade i omkring 780 år från 711, då den islamiska expansionen nådde Iberiska halvön i form av Arabiska erövringen av Iberiska halvön, till 1492 då halvöns sista muslimska stat Granada intogs av de expanderade kristna kungadömena. Kristna småstater i norr började redan under 700-talet att försöka återta halvön.
Reconquista avslutades strax innan spanjorernas erövring av Amerika — den "nya världen"— som inleddes i början av de spanska och portugisiska kolonialimperierna. Sedan mitten av 1800-talet associeras idén om en "återerövring" med halvöns ökande nationalism och kolonialism.
Västerländska historiker menar att Reconquista började med slaget vid Covadonga (718 eller 722), en av de första segrarna för de kristna militärstyrkorna sedan den islamiska erövringen av Iberiska halvön år 711 av Umayyaderna. I det lilla slaget besegrade en grupp ledda av adelsmannen Pelayo ett kalifats armé i bergen på den norra delen av halvön och etablerade det självständiga kristna kungariket Asturien.

## Historia

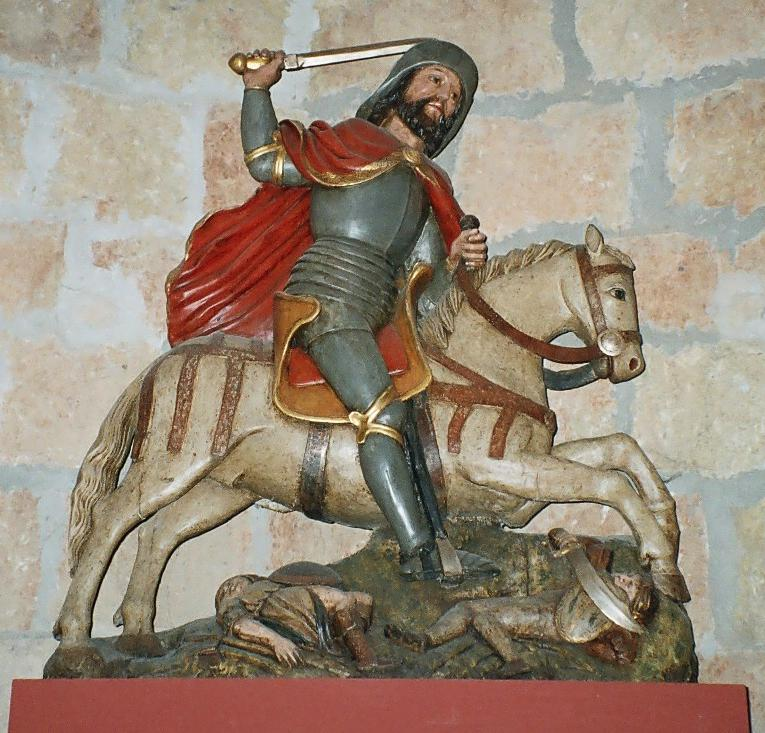
Aposteln Jakob kallas ibland i Spanien Santiago Matamoros, "Sankt Jakob, dräparen av morer". Under reconquistan betraktade de kristna honom som sitt skyddshelgon och idag är han Spaniens skyddshelgon.

Det var först under reconquistans sista sekler som de kristna kungarna började se sina erövringar som en del i en gemensam ansträngning att återupprätta det västgotiska kungarikets enighet.
Kampen mot morerna hindrade inte att de kristna kungadömen slogs mot varandra eller att de ingick allianser med de muslimska härskarna. De första kungarna av Navarra var släkt med Banu Qasi-klanen i Tudela och de moriska kungarna hade ofta hustrur och mödrar som var födda kristna. Taifakungarna, å sin sida, anlitade kristna ledare som Cid Campeador för att bekämpa sina muslimska grannar. Under al-Andalus sista tid hade Kastilien den militära styrkan som behövdes för att erövra Granada, det som då återstod av det muslimska Spanien, men man föredrog muslimernas årliga tribut, parias. Det var också genom Granada och parias som det medeltida Europa fick tillgång till Afrikas guld.
Först under högmedeltiden kopplades kriget mot morerna till hela kristendomens kamp och påvar uppmanade riddarordnar som Santiagoorden, Montesaorden, Calatravaorden och tempelriddarna att delta i korståg i Spanien. Det hela kulminerade i det blodiga slaget vid Las Navas de Tolosa 1212 då ca 10-12 000 riddare och soldater från Frankrike, Navarra, Kastilien och Aragonien nedkämpade en betydligt större muslimsk armé.
Samverkan mellan kristna, muslimer och judar tog slut med den nya tidens ideal av etnisk och religiös renhet. Efter att morerna drivits bort från den spanska halvön fördrevs även judarna. De enorma förläningar som adeln och ordnarna erhöll gav upphov till dagens latifundio i Andalusien och Extremadura i Spanien och Alentejo i Portugal.

## Reconquistans betydelse för eftervärlden
De verkliga och uppdiktade händelserna under reconquistan blev inspirationen till mycket medeltida spansk och katalansk litteratur, som till exempel cantar de gesta.
Enligt senare historisk forskning var knappast reconquistan en kristendomens kamp mot islam. Att under så lång tid som de åtta sekel som muslimerna besatte stora delar av halvön och att hålla isär olika etniska grupper är omöjligt. Genealogiska studier av adeln visar tydligt det nära släktskapet mellan kristna och muslimer. Såväl spanskan som portugisiskan innehåller en stor andel lånord från arabiskan. I den smältdegel som Spanien var under reconquistan uppstod också flera samhällsgrupper som inte varit möjlig utan det ömsesidiga utbytet: mozaraber, muladi, renegater, conversos, mudejar för att nämna några. Även om reconquistan innehåller många betydande religiösa inslag har man föreslagit att ordet "inbördeskrig" bättre beskriver historiska fakta. "Reconquista" är dock fortfarande den term som vanligen används även om det i allmänhet inte längre betraktas som ett enda krig utan en lång militär, politisk och social process där krig och fred avlöste varandra.
Man har också föreslagit att fördrivningen av judarna (som levt där i tio sekler) skulle föranletts av den ekonomiska kris som Spanien och Portugal hamnade i efter kriget och att den egentliga orsaken skulle vara att man ville komma åt judiska tillgångar. Mot det talar att båda länderna redan hade börjat skörda frukterna av sin expansion över världen innan judarna fördrevs.
I de historiska festivalerna, moros y cristianos (mouros e cristãos på portugisiska), återskapas striderna under reconquistan som färgglada parader med påkostade dräkter och stora fyrverkerier.